# Herri met de Bles

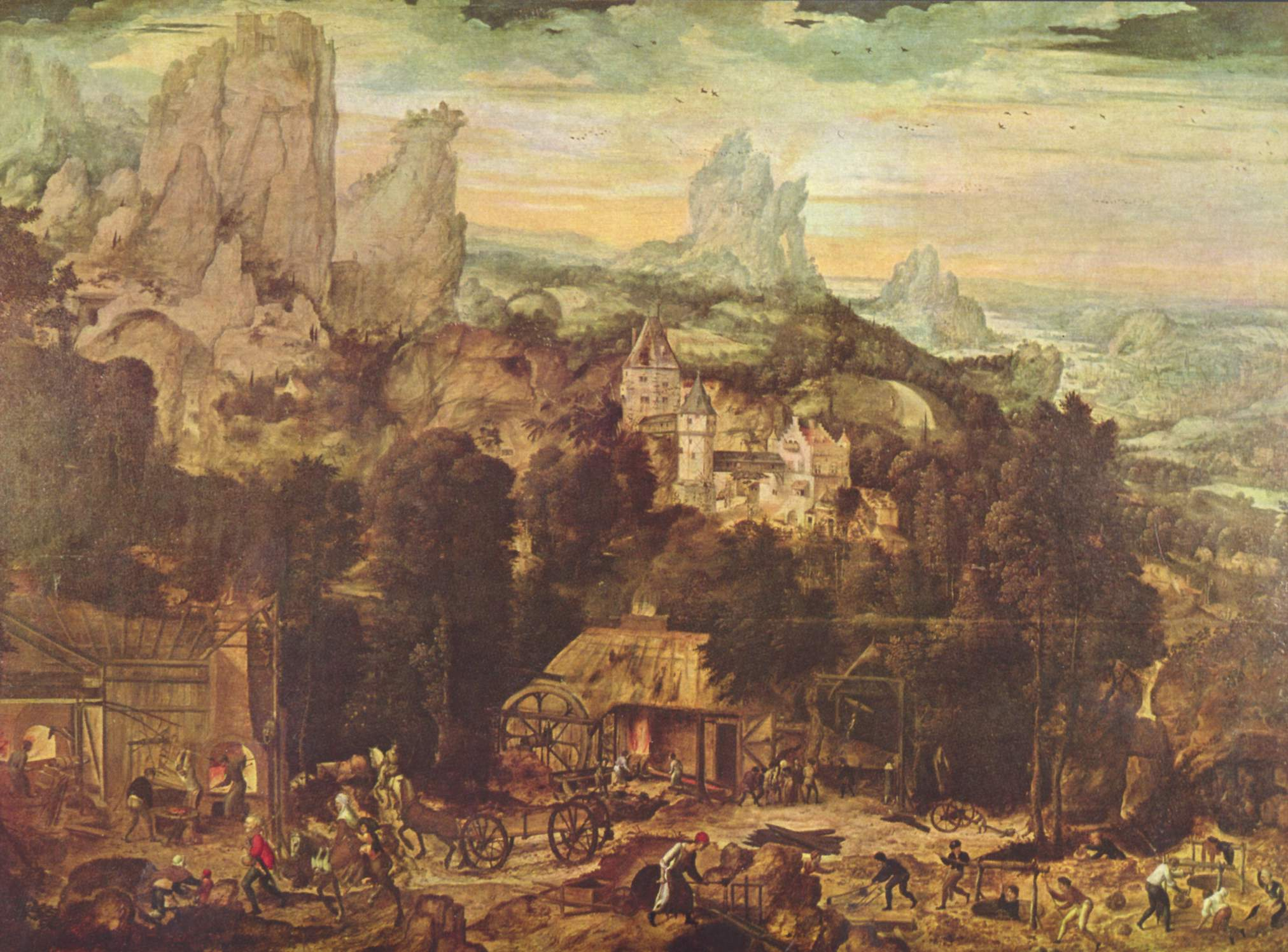
Herri met de Bles, Kopalnie miedzi

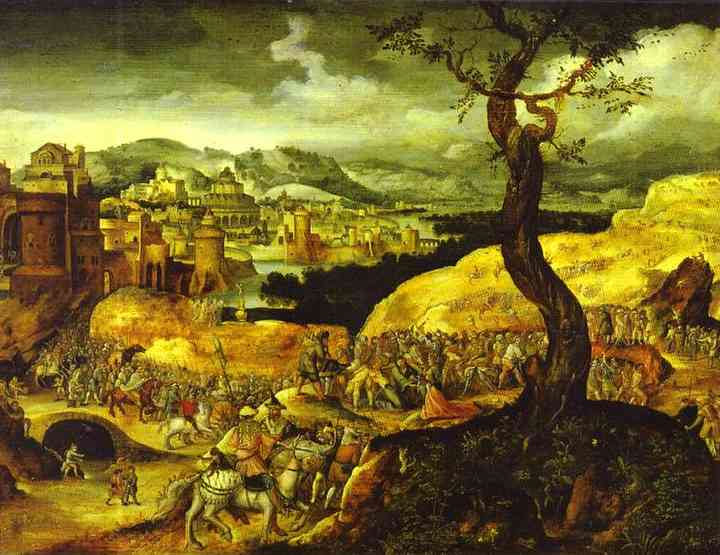
Herri met de Bles, Droga Krzyżowa

Herri met de Bles, właśc. Herri Patinir lub Henri Patenier (ur. ok. 1510 w Bouvignes lub Dinant, zm. po 1555, zapewne w Ferrarze) – flamandzki malarz, bratanek Joachima Patinira.

## Życiorys
W 1535 został mistrzem gildii św. Łukasza w Antwerpii. Podróżował do Włoch, gdzie uzyskał przydomek „Civetta” (od motywu małej sowy występującej na jego obrazach). Swoje dzieła sygnował wizerunkiem puszczyka, stąd przydomek „Bles”. Jego uczniem był m.in. Frans Mostaert. Prowadził duży warsztat malarski, w którym zatrudniał wielu pracowników i uczniów.

## Twórczość
Malował fantastyczne pejzaże z małymi scenami biblijnymi i rodzajowymi. Sztafaż w jego kompozycjach często wykonywali inni mistrzowie lub pomocnicy.

## Wybrane dzieła
- Droga do Emaus – Antwerpia, Museum Mayer van den Bergh
- Droga Krzyżowa – Rzym, Palazzo Doria Pamphilj
- Droga Krzyżowa – Akademia Sztuk Pięknych w Wiedniu
- Kazanie św. Jana Chrzciciela – Muzeum Historii Sztuki w Wiedniu
- Kopalnie miedzi - Florencja, Galeria Uffizi
- Lot z córkami – Sztokholm, Nationalmuseum
- Lot z córkami – Muzeum Narodowe w Warszawie
- Miłosierny Samarytanin – Namur, Musée Archéologique
- Mojżesz przed krzakiem ognistym – Neapol, Museo di Capodimonte
- Pejzaż górski z dolina rzeczną – Berlin, Gemäldegalerie
- Pejzaż z górnikami – Muzeum Sztuk Pięknych w Budapeszcie
- Pejzaż z huta żelaza – Galeria Narodowa w Pradze
- Pejzaż z ucieczka do Egiptu – Państwowe Muzeum Sztuki w Kopenhadze
- Św. Jan na Patmos – Królewskie Muzeum Sztuk Pięknych w Antwerpii
- Ucieczka do Egiptu – Petersburg, Ermitaż